# Anthurium bromelicola
Anthurium bromelicola là một loài thực vật có hoa trong họ Ráy (Araceae). Loài này được Mayo & L.P.Félix mô tả khoa học đầu tiên năm 2000.